# Misadventures Tour
Die Misadventures Tour ist eine interkontinentale Konzertreise der US-amerikanischen Post-Hardcore-Band Pierce the Veil aus San Diego, Kalifornien die dazu dient, das vierte Studioalbum der Band, Misadventures, zu bewerben.

## Ankündigung und Tourneeverlauf
Am 21. Juli 2014, kurz vor der Verleihung der ersten Alternative Press Music Awards in Cleveland, Ohio gab die Gruppe bekannt, mit Sleeping with Sirens auf eine siebenmonatige Welttournee zu starten. Sleeping with Sirens nutzten diese Konzertreise um ihr viertes Studioalbum Madness zu bewerben, während Pierce the Veil die Tournee anstrebte um Sänger Vic Fuentes von dem Stress der Albumproduktion zu entlasten. Auch die Teilnahme an der Warped Tour im Sommer 2015 diente zu der Entlastung ihres Frontmannes.
Nachdem die Musiker Ende März 2016 ihr viertes Album für eine Veröffentlichung in der zweiten Maiwoche angekündigt hatten, spielte die Gruppe etwa einen Monat später am 27. April ein exklusives Konzert für Vorbesteller des Albums in der Deluxeversion im Vereinigten Königreich für 300 Besucher in einem HMV-Geschäft in London, ehe am 13. Mai 2016 eine Albumveröffentlichungsparty im Pabellón Oeste del Palacio de los Deportes in Mexiko-Stadt folgte.
Am 5. Juni 2016 startete die Gruppe im House of Blues in Las Vegas, Nevada in den ersten Tourabschnitt ihrer Misadventures Tournee, welche nach 16 Konzerten am 26. Juni mit einem Auftritt im Mayan Theatre in Los Angeles, Kalifornien enden wird. Dieser Abschnitt, welcher lediglich durch die Vereinigten Staaten führt, wird von I the Mighty und Movements begleitet. Pierce the Veil werden auf diesen Konzerten ihr viertes Album in voller Länge live präsentieren. Wenige Wochen später spielte die Band vom 10. bis 17. Juli 2016 in Argentinien, Brasilien, Chile und Mexiko insgesamt sechs Konzerte. Ende Juli spielte die Band auf der San Diego Comic-Con International im Petco Park im Rahmen der MTVu Fandom Awards, bei der die Band ebenfalls in einer Kategorie nominiert wurde. Darauf folgte zwischen dem 16. und 23. August eine kleine Tournee durch Australien, die von Silverstein, Beartooth und Storm the Sky im Vorprogramm begleitet wurde. Zwischen dem 29. Oktober und 5. Dezember 2016 absolvierte die Band eine Europatournee, die im Le Trabendo in Paris begann und nach 29 gespielten Konzerten mit einem Auftritt in der Dublin Academy in Dublin endete. Die Europatournee wurde von letlive. und Creeper begleitet.
Vor dem Tourabschnitt in Europa spielte die Band auf mehreren Musikfestivals in den Vereinigten Staaten, darunter auf dem Riot Fest und dem Houston Open Air. Am 19. Juli 2016 wurden weitere Tourdaten für den Zeitraum zwischen dem 3. September und dem 16. Oktober 2016 bekanntgeben. Diese führte neben den bereits bestätigten Musikfestivals weitere Konzerte auf, sodass dieser Abschnitt insgesamt 32 Auftritte umfasste. Begleitet wurde diese Tournee von der walisischen Pop-Punk-Band Neck Deep und I Prevail. Allerdings spielten I Prevail auf keinem der Musikfestivals und Neck Deep nur vereinzelt mit Pierce the Veil auf diesen Festivals. Die Tournee trug den Namen Made to Destroy. Am 14. Oktober 2016 gab Ben Barlow, Sänger der Vorband Neck Deep, bekannt, die Tournee aufgrund eines familiären Zwischenfalles nicht beenden zu können und zurück nach Wales zu fliegen. Die übrigen Musiker absolvierten die restlichen Konzerte und wurden dabei von Crew-Mitgliedern und Freunden am Mikrofon unterstützt.
Am 13. Oktober 2016 wurde Pierce the Veil gemeinsam mit Sleeping with Sirens, Beartooth und Motionless in White in der ersten Ankündigungswelle für Rock am Ring und Rock im Park angekündigt. Später folgten Bestätigungen für das Nova Rock und dem Greenfield Festival. Bevor die Band auf den europäischen Musikfestivals auftritt spielen sie zuvor bei Rock on the Range, Welcome to Rockville und dem Carolina Rebellion, sowie eine kleinere Konzertreise in den Vereinigten Staaten und Kanada. Für den Zeitraum zwischen dem 21. April und 26. Mai 2017, was auch die Teilnahme der Gruppe an den Musikfestivals in den Vereinigten Staaten betrifft, wurde eine Co-Headliner-Tour mit Sum 41 bekanntgegeben, die von Emarosa und Chapel im Vorprogramm begleitet wird. Am 17. und 18. Juni 2017 spielen Pierce the Veil und Sleeping with Sirens als Hauptsupport für Good Charlotte.
Im Mai 2017 wurde eine Kanada- und USA-Tournee angekündigt bei der Pierce the Veil im Vorprogramm von Rise Against auftreten wird. Die umfasst insgesamt vierzehn Konzerte im September und Oktober. Nachdem ein Auftritt auf dem Houston Open Air im September 2016 wetterbedingt abgesagt werden musste, folgte im Mai 2017 die Absage am Pointfest in St. Louis nachdem Soundgarden-Sänger Chris Cornell verstarb. Die Gruppe spielte am gleichen Tag ein Ersatzkonzert im Firebird, ebenfalls in St. Louis.
Vom 12. bis 17. März 2018 sollte Pierce the Veil als „Special Guest“ auf der The Young Renegades Tour von All Time Low im Vereinigten Königreich auftreten. Die Band sagte ihre Teilnahme an der Tournee im Dezember des Jahres 2017 ab, nachdem Vorwürfe wegen sexueller Belästigung gegen Schlagzeuger Mike Fuentes bekannt wurden.

## Vorgruppen
- Vereinigte Staaten 1: I the Mighty, Movements
- Brasilien: noch unbekannt
- Argentinien: Melian, Roma, Leghost
- Chile: noch unbekannt
- Mexiko: noch unbekannt
- Australien: Silverstein, Beartooth, Storm the Sky
- Vereinigte Staaten 2: Neck Deep, I Prevail
- Europa: letlive., Creeper
- / Vereinigte Staaten/Kanada 1: Falling in Reverse, Crown the Empire, ab 21. April 2017: Sum 41, Emarosa, Chapel
- Europa Europa 2: Good Charlotte, Sleeping with Sirens
- / Vereinigte Staaten/Kanada 2: Rise Against, White Lung
- Vereinigtes Königreich: All Time Low

## Tourdaten
| Nordamerika 1          |                      |                        |                                                              |
| 05. Juni 2016          | Las Vegas            | Vereinigte Staaten     | House of Blues                                               |
| 07. Juni 2016          | Denver               | Vereinigte Staaten     | Summit Music Hall                                            |
| 08. Juni 2016          | Lawrence             | Vereinigte Staaten     | Granada Theatre                                              |
| 10. Juni 2016          | Chicago              | Vereinigte Staaten     | House of Blues                                               |
| 11. Juni 2016          | Detroit              | Vereinigte Staaten     | St. Andrews Hall                                             |
| 12. Juni 2016          | Cleveland            | Vereinigte Staaten     | House of Blues                                               |
| 14. Juni 2016          | Boston               | Vereinigte Staaten     | Paradise Rock Club                                           |
| 15. Juni 2016          | New York City        | Vereinigte Staaten     | Irving Plaza                                                 |
| 17. Juni 2016          | Philadelphia         | Vereinigte Staaten     | Theatre of Living Arts                                       |
| 18. Juni 2016          | Norfolk              | Vereinigte Staaten     | The NorVa                                                    |
| 19. Juni 2016          | Atlanta              | Vereinigte Staaten     | Masquerade                                                   |
| 21. Juni 2016          | Houston              | Vereinigte Staaten     | House of Blues                                               |
| 22. Juni 2016          | Dallas               | Vereinigte Staaten     | House of Blues                                               |
| 24. Juni 2016          | Mesa                 | Vereinigte Staaten     | Nile Theatre                                                 |
| 25. Juni 2016          | San Diego            | Vereinigte Staaten     | Observatory North Park                                       |
| 26. Juni 2016          | Los Angeles          | Vereinigte Staaten     | Mayan Theatre                                                |
| Südamerika             |                      |                        |                                                              |
| 10. Juli 2016          | São Paulo            | Brasilien              | Carioca Club                                                 |
| 12. Juli 2016          | Buenos Aires         | Argentinien            | Teatro Vorterix                                              |
| 14. Juli 2016          | Santiago de Chile    | Chile                  | Teatro Caupolican                                            |
| 16. Juli 2016          | Monterrey            | Mexiko                 | Café Iguana                                                  |
| 17. Juli 2016          | Guadalajara          | Mexiko                 | C3                                                           |
| Australien             |                      |                        |                                                              |
| 16. August 2016        | Brisbane             | Australien             | Eatons Hill Hotel                                            |
| 17. August 2016        | Sydney               | Australien             | Big Top                                                      |
| 18. August 2016        | Adelaide             | Australien             | Thebarton Theatre                                            |
| 20. August 2016        | Melbourne            | Australien             | 170 Russell                                                  |
| 21. August 2016        | Melbourne            | Australien             | 170 Russell                                                  |
| 22. August 2016        | Melbourne            | Australien             | 170 Russell                                                  |
| 23. August 2016        | Perth                | Australien             | Astor                                                        |
| Nordamerika 2          |                      |                        |                                                              |
| 03. September 2016     | San Francisco        | Vereinigte Staaten     | The Warfield                                                 |
| 04. September 2016     | Portland             | Vereinigte Staaten     | Roseland Theater                                             |
| 06. September 2016     | Seattle              | Vereinigte Staaten     | Showbox SODO                                                 |
| 07. September 2016     | Boise                | Vereinigte Staaten     | Revolution Concert House                                     |
| 09. September 2016     | Salt Lake City       | Vereinigte Staaten     | In The Venue                                                 |
| 10. September 2016     | Denver               | Vereinigte Staaten     | High Elevation Festival                                      |
| 12. September 2016     | Wichita              | Vereinigte Staaten     | Cotillion Ballroom                                           |
| 13. September 2016     | Saint Paul           | Vereinigte Staaten     | Myth Live                                                    |
| 14. September 2016     | Des Moines           | Vereinigte Staaten     | 7 Flags Event Center                                         |
| 16. September 2016     | Chicago              | Vereinigte Staaten     | Riot Fest                                                    |
| 17. September 2016     | Rochester            | Vereinigte Staaten     | Main Street Armory                                           |
| 18. September 2016     | Philadelphia         | Vereinigte Staaten     | Rock Allegiance                                              |
| 20. September 2016     | Columbus             | Vereinigte Staaten     | Newport Music Hall                                           |
| 21. September 2016     | St. Louis            | Vereinigte Staaten     | The Pageant                                                  |
| 23. September 2016     | New Orleans          | Vereinigte Staaten     | House of Blues                                               |
| 24. September 2016     | Dallas               | Vereinigte Staaten     | Texas Mutiny                                                 |
| 25. September 2016     | Houston              | Vereinigte Staaten     | Houston Open Air                                             |
| 27. September 2016     | Kansas City          | Vereinigte Staaten     | Arvest Bank Theatre at The Midlands                          |
| 28. September 2016     | Nashville            | Vereinigte Staaten     | War Memorial Auditorium                                      |
| 30. September 2016     | Detroit              | Vereinigte Staaten     | Chill On The Hill                                            |
| 01. Oktober 2016       | Louisville           | Vereinigte Staaten     | Louder Than Life                                             |
| 02. Oktober 2016       | Janesville           | Vereinigte Staaten     | Sonic Boom                                                   |
| 04. Oktober 2016       | New York City        | Vereinigte Staaten     | Hammerstein Ballroom                                         |
| 05. Oktober 2016       | Charlotte            | Vereinigte Staaten     | Fillmore Charlotte                                           |
| 07. Oktober 2016       | Atlanta              | Vereinigte Staaten     | Tabernacle                                                   |
| 08. Oktober 2016       | Orlando              | Vereinigte Staaten     | House of Blues                                               |
| 09. Oktober 2016       | Tampa                | Vereinigte Staaten     | Janus Live                                                   |
| 11. Oktober 2016       | San Antonio          | Vereinigte Staaten     | Backstage Live                                               |
| 12. Oktober 2016       | Lubbock              | Vereinigte Staaten     | Lonestar Amphitheater                                        |
| 14. Oktober 2016       | Phoenix              | Vereinigte Staaten     | The Marquee                                                  |
| 15. Oktober 2016       | Fresno               | Vereinigte Staaten     | Rainbow Ballroom                                             |
| 16. Oktober 2016       | Los Angeles          | Vereinigte Staaten     | Hollywood Palladium                                          |
| Europa                 |                      |                        |                                                              |
| 29. Oktober 2016       | Paris                | Frankreich             | Le Trabendo                                                  |
| 31. Oktober 2016       | Madrid               | Spanien                | Sala Cats                                                    |
| 01. November 2016      | Valencia             | Spanien                | Sala Noise                                                   |
| 02. November 2016      | Barcelona            | Spanien                | Sala Razzmatazz 2                                            |
| 04. November 2016      | Solothurn            | Schweiz                | Kulturfabrik Kofmehl                                         |
| 05. November 2016      | Mailand              | Italien                | Magazzini Generali                                           |
| 07. November 2016      | München              | Deutschland            | Theaterfabrik                                                |
| 08. November 2016      | Wien                 | Österreich             | Arena                                                        |
| 09. November 2016      | Budapest             | Ungarn                 | Dürer Kert                                                   |
| 11. November 2016      | Berlin               | Deutschland            | Huxleys Neue Welt                                            |
| 13. November 2016      | Hamburg              | Deutschland            | Grünspan                                                     |
| 14. November 2016      | Kopenhagen           | Dänemark               | Amagier Bio                                                  |
| 15. November 2016      | Stockholm            | Schweden               | Fryhuset                                                     |
| 17. November 2016      | Amsterdam            | Niederlande            | Melkweg                                                      |
| 18. November 2016      | Köln                 | Deutschland            | Live Music Hall                                              |
| 19. November 2016      | Bochum               | Deutschland            | Matrix                                                       |
| 20. November 2016      | Frankfurt am Main    | Deutschland            | Batschkapp                                                   |
| 22. November 2016      | Karlsruhe            | Deutschland            | Substage                                                     |
| 23. November 2016      | Antwerpen            | Belgien                | Trix Zaal                                                    |
| 25. November 2016      | Cardiff              | Vereinigtes Königreich | Great Hall                                                   |
| 26. November 2016      | Birmingham           | Vereinigtes Königreich | O² Academy                                                   |
| 27. November 2016      | London               | Vereinigtes Königreich | O² Academy Brixton                                           |
| 29. November 2016      | Nottingham           | Vereinigtes Königreich | Rock City                                                    |
| 30. November 2016      | Newcastle upon Tyne  | Vereinigtes Königreich | O² Academy                                                   |
| 01. Dezember 2016      | Glasgow              | Vereinigtes Königreich | Barrowlands                                                  |
| 02. Dezember 2016      | Manchester           | Vereinigtes Königreich | Academy 1                                                    |
| 04. Dezember 2016      | Belfast              | Vereinigtes Königreich | Mandela Hall                                                 |
| 05. Dezember 2016      | Dublin               | Republik Irland        | Dublin Academy                                               |
| 06. Dezember 2016      | Dublin               | Republik Irland        | Dublin Academy                                               |
| Nordamerika 3          |                      |                        |                                                              |
| 08. Dezember 2016      | Las Vegas            | Vereinigte Staaten     | Pearl Concert Theater at Palms Casino Resord (Holiday Havoc) |
| 11. Dezember 2016      | San Diego            | Vereinigte Staaten     | Wrex the Halls                                               |
| 17. Februar 2017       | Eugene               | Vereinigte Staaten     | McDonald Theatre                                             |
| 18. Februar 2017       | Spokane              | Vereinigte Staaten     | Knitting Factory Concert House                               |
| 20. Februar 2017       | Vancouver            | Kanada                 | Vogue Theatre                                                |
| 22. Februar 2017       | Calgary              | Kanada                 | MacEwan Hall Ballroom                                        |
| 23. Februar 2017       | Edmonton             | Kanada                 | Shaw Conference Centre                                       |
| 25. Februar 2017       | Saskatoon            | Kanada                 | O’Brians Event Centre                                        |
| 26. Februar 2017       | Winnipeg             | Kanada                 | Burton Cummings Theatre                                      |
| 28. Februar 2017       | Grand Rapids         | Vereinigte Staaten     | The Intersection                                             |
| 01. März 2017          | Toronto              | Kanada                 | The Danforth Music Hall                                      |
| 02. März 2017          | Toronto              | Kanada                 | The Danforth Music Hall                                      |
| 03. März 2017          | Montreal             | Kanada                 | Metropolis                                                   |
| 05. März 2017          | Clifton Park         | Vereinigte Staaten     | Upstate Concert Hall                                         |
| 07. März 2017          | Memphis              | Vereinigte Staaten     | Minglewood Hall                                              |
| 09. März 2017          | Albuquerque          | Vereinigte Staaten     | Historic El Rey Theater                                      |
| 10. März 2017          | Tucson               | Vereinigte Staaten     | Club HS                                                      |
| 21. April 2017         | Denver               | Vereinigte Staaten     | Ogden Theatre                                                |
| 22. April 2017         | Denver               | Vereinigte Staaten     | Ogden Theatre                                                |
| 24. April 2017         | El Paso              | Vereinigte Staaten     | Tricky Falls                                                 |
| 25. April 2017         | Austin               | Vereinigte Staaten     | ACL Live at Moody Theater                                    |
| 27. April 2017         | New Orleans          | Vereinigte Staaten     | House of Blues                                               |
| 28. April 2017         | Tampa                | Vereinigte Staaten     | Amalie Arena                                                 |
| 29. April 2017         | Jacksonville         | Vereinigte Staaten     | Welcome to Rockville                                         |
| 01. Mai 2017           | Knoxville            | Vereinigte Staaten     | The International                                            |
| 02. März 2017          | Lancaster            | Vereinigte Staaten     | Lancaster Convention Center                                  |
| 03. Mai 2017           | Silver Spring        | Vereinigte Staaten     | The Fillmore                                                 |
| 05. Mai 2017           | Charlotte            | Vereinigte Staaten     | Carolina Rebellion                                           |
| 07. Mai 2017           | Huntington           | Vereinigte Staaten     | The Paramount                                                |
| 09. Mai 2017           | Pittsburgh           | Vereinigte Staaten     | Stage AE                                                     |
| 10. Mai 2017           | Tom's River          | Vereinigte Staaten     | Pine Belt Arena                                              |
| 12. Mai 2017           | Council Bluffs       | Vereinigte Staaten     | Rockfest                                                     |
| 13. Mai 2017           | Somerset             | Vereinigte Staaten     | Northern Invasion                                            |
| 14. Mai 2017           | Indianapolis         | Vereinigte Staaten     | Egyptian Room at Old National Centre                         |
| 16. Mai 2017           | Portland             | Vereinigte Staaten     | Aura                                                         |
| 17. Mai 2017           | Hampton Beach        | Vereinigte Staaten     | Hampton Beach Casino                                         |
| 19. Mai 2017           | Columbus             | Vereinigte Staaten     | Rock on the Range                                            |
| 20. Mai 2017           | St. Louis            | Vereinigte Staaten     | Pointfest Firebird                                           |
| 22. Mai 2017           | Houston              | Vereinigte Staaten     | House of Blues                                               |
| 23. Mai 2017           | Pharr                | Vereinigte Staaten     | Pharr Event Center                                           |
| 25. Mai 2017           | Dallas               | Vereinigte Staaten     | South Side Ballroom                                          |
| 26. Mai 2017           | Pryor                | Vereinigte Staaten     | Rocklahoma                                                   |
| Musikfestivals         |                      | Vereinigte Staaten     |                                                              |
| 01. Juni 2017          | Amsterdam            | Niederlande            | Melkweg The Powerfest                                        |
| 02.–4. Juni 2017       | Nürburgring/Nürnberg | Deutschland            | Rock am Ring/Rock im Park                                    |
| 02.–4. Juni 2017       | Nürburgring/Nürnberg | Deutschland            | Rock am Ring/Rock im Park                                    |
| 5. Juni 2017           | Hamburg              | Deutschland            | Markthalle Rawk Attack                                       |
| 06. Juni 2017          | Luxemburg-Stadt      | Luxemburg              | Den Atelier The A's Mayhem                                   |
| 0 8. Juni 2017         | Interlaken           | Schweiz                | Greenfield Festival                                          |
| 09. Juni 2017          | Paris                | Frankreich             | Download-Festival                                            |
| 10. Juni 2017          | Donington Park       | Vereinigtes Königreich | Download-Festival                                            |
| 13. Juni 2017          | Mailand              | Italien                | In.Fest Music Festival                                       |
| 14. Juni 2017          | Nickelsdorf          | Österreich             | Nova Rock                                                    |
| Europa 2               |                      |                        |                                                              |
| 15. Juni 2017          | Dornbirn             | Österreich             | Conrad Sohm Kultursommer                                     |
| 17. Juni 2017          | Budapest             | Ungarn                 | Budapest Park                                                |
| 18. Juni 2017          | Berlin               | Deutschland            | Huxleys Neue Welt                                            |
| Nordamerika 3          |                      |                        |                                                              |
| 14. September 2017     | Abbotsford, BC       | Kanada                 | Abbotsford Centre                                            |
| 16. September 2017     | Calgary, AB          | Kanada                 | Grey Eagle Event Centre                                      |
| 18. September 2017     | Edmonton, AB         | Kanada                 | Shaw Conference Center                                       |
| 20. September 2017     | Winnipeg, MB         | Kanada                 | Burton Cummings Theatre                                      |
| 23. September 2017     | Minneapolis, MN      | Vereinigte Staaten     | Skyway Theatre                                               |
| 24. September 2017     | Kansas City, MO      | Vereinigte Staaten     | Uptown Theater                                               |
| 26. September 2017     | Grand Rapids, MI     | Vereinigte Staaten     | Orbit Room                                                   |
| 27. September 2017     | Niagara Falls, NY    | Vereinigte Staaten     | Rapids Theatre                                               |
| 29. September 2017     | Cleveland, OH        | Vereinigte Staaten     | Jacobs Pavilion at Nautica                                   |
| 01. Oktober 2017       | Peoria, IL           | Vereinigte Staaten     | Limelight Eventplex                                          |
| 03. Oktober 2017       | Norfolk, VA          | Vereinigte Staaten     | The NorVa                                                    |
| 04. Oktober 2017       | Baltimore, MD        | Vereinigte Staaten     | Pier Six Pavilion                                            |
| 05. Oktober 2017       | Pittsburgh, PA       | Vereinigte Staaten     | Stage AE                                                     |
| 06. Oktober 2017       | Asbury Park, NJ      | Vereinigte Staaten     | Stone Pony Summerstage                                       |
| 07. Oktober 2017       | Detroit, MI          | Vereinigte Staaten     | SelfHelp Fest                                                |
| Vereinigtes Königreich |                      |                        |                                                              |
| 12. März 2018          | Glasgow              | Vereinigtes Königreich | Glasgow SECC                                                 |
| 14. März 2018          | Cardiff              | Vereinigtes Königreich | Motorpoint Arena Cardiff                                     |
| 15. März 2018          | Birmingham           | Vereinigtes Königreich | Genting Arena                                                |
| 16. März 2018          | Manchester           | Vereinigtes Königreich | Manchester Arena                                             |
| 17. März 2018          | London               | Vereinigtes Königreich | Alexandra Palace                                             |

## Verschobene oder abgesagte Konzerte
| Geplante Show        |                                    |                          | |
| Ursprüngliches Datum | Stadt, Land                        | Veranstaltungsort        | Auftritt absolviert? |
| 25. September 2016   | Houston, Vereinigte Staaten        | Houston Open Air         | Festival am zweiten Tag nach Unwetterwarnungen abgebrochen                                                                                         |
| 20. Mai 2017         | St. Louis, Vereinigte Staaten      | Pointfest                | Konzertabsage nach dem Tod des Soundgarden-Sängers Chris Cornell                                                                                   |
| 12. März 2018        | Glasgow, Vereinigtes Königreich    | Glasgow SECC             | Absage Mitte Dezember 2017, nachdem Schlagzeuger Mike Fuentes aufgrund mehrerer Vorwürfe wegen sexuellem Fehlverhalten vorläufig die Band verlässt |
| 14. März 2018        | Cardiff, Vereinigtes Königreich    | Motorpoint Arena Cardiff | Absage Mitte Dezember 2017, nachdem Schlagzeuger Mike Fuentes aufgrund mehrerer Vorwürfe wegen sexuellem Fehlverhalten vorläufig die Band verlässt |
| 15. März 2018        | Birmingham, Vereinigtes Königreich | Genting Arena            | Absage Mitte Dezember 2017, nachdem Schlagzeuger Mike Fuentes aufgrund mehrerer Vorwürfe wegen sexuellem Fehlverhalten vorläufig die Band verlässt |
| 16. März 2018        | Manchester, Vereinigtes Königreich | Manchester Arena         | Absage Mitte Dezember 2017, nachdem Schlagzeuger Mike Fuentes aufgrund mehrerer Vorwürfe wegen sexuellem Fehlverhalten vorläufig die Band verlässt |
| 17. März 2018        | London, Vereinigtes Königreich     | Alexandra Palace         | Absage Mitte Dezember 2017, nachdem Schlagzeuger Mike Fuentes aufgrund mehrerer Vorwürfe wegen sexuellem Fehlverhalten vorläufig die Band verlässt |

## Wissenswertes
Die Gruppe spielte am 28. Juni 2016 ein kleines Konzert im Radiosender KROQ in Los Angeles, das sechs Lieder umfasste und professionell aufgezeichnet wurde. Im Anschluss folgte ein Interview mit den Fans die bei einem Gewinnspiel ausgewählt wurden am Konzert teilzunehmen.

## Erfolg
Laut einem Artikel des Forbes war der gesamte erste Abschnitt der Misadventures Tour ausverkauft.